# 效率促進辦公室

效率促進組標誌（1996-2003）

效率促進組標誌（2004-2015）

效率促進組標誌（2015-2018）

效率促進辦公室（簡稱：效率辦）是香港特別行政區政府創新科技及工業局轄下已解散的部門，於1992年5月成立，當時稱為效率促進組。2018年4月1日，效率促進組由政務司司長辦公室撥歸創新科技及工業局，並改為效率促進辦公室。2024年與政府資訊科技總監辦公室合併為數字政策辦公室。

## 歷任首長
效率促進組專員
- 霍文（1992年5月11日—1995年11月19日）
- 冼兢（1996年1月23日－2003年10月13日）[2]
- 鮑彥誠（署任；2003年10月—2004年11月）
- 柏志高（2004年11月—2006年2月）
- 蔡潔如（2006年4月—2009年8月）
- 蘇啟龍（2009年8月—2017年11月）
- 聶世蘭（2017年12月1日—2018年3月31日）

效率專員
- 聶世蘭（2018年4月1日—2020年12月13日）
- 李國彬（2020年12月14日—2023年6月11日)
- 蘇貝茜（2023年6月12日—2024年7月24日)

（職位改稱副數字政策專員（數字政府））

## 服務市民
1823電話中心於2001年7月啟用。綜合電話查詢中心提供全日24小時一站式服務，處理外界對政府服務的查詢及投訴。
- 於2007年和香港電台聯合推出政府青少年網站 Youth.gov.hk
- 督導基金「社會創新及創業發展基金」的運作
- 成立一站式貨倉建築牌照中心

## 外部連結
- 香港特別行政區政府 效率促進辦公室
- 1823電話中心 （页面存档备份，存于）